# Списак насељених места у Француској: K
| A \| B \| C \| D \| E \| F \| G \| H \| I \| J \| K \| L \| M \| N \| O \| P \| Q \| R \| S \| T \| U \| V \| W \| X \| Y \| Z \| É |

- Kalhausen
- Kaltenhouse
- Kanfen
- Kappelen
- Kappelkinger
- Katzenthal
- Kauffenheim
- Kaysersberg
- Keffenach
- Kembs
- Kemplich
- Kerbach
- Kerbors
- Kerfot
- Kerfourn
- Kergloff
- KergriSaint-Moëlou
- Kergrist
- Kerien
- Kerlaz
- Kerling-lès-Sierck
- Kerlouan
- Kermaria-Sulard
- Kermoroc'h
- Kernascléden
- Kernilis
- Kernouës
- Kerpert
- Kerprich-aux-Bois
- Kersaint-Plabennec
- Kertzfeld
- Kervignac
- Keskastel
- Kesseldorf
- Kienheim
- Kientzheim
- Kiffis
- Killem
- Kilstett
- Kindwiller
- Kingersheim
- Kintzheim
- Kirchberg
- Kirchheim
- Kirrberg
- Kirrwiller-Bosselshausen
- Kirsch-lès-Sierck
- Kirschnaumen
- Kirviller
- Klang
- Kleingœft
- Knutange
- Knœringue
- Knœrsheim
- Koenigsmacker
- Kogenheim
- Kolbsheim
- Krautergersheim
- Krautwiller
- Kriegsheim
- Kruth
- Kunheim
- Kuntzig
- Kurtzenhouse
- Kuttolsheim
- Kutzenhausen
- Kédange-sur-Canner
- Kœstlach
- Kœtzingue
- Kœur-la-Grande
- Kœur-la-Petite

| A \| B \| C \| D \| E \| F \| G \| H \| I \| J \| K \| L \| M \| N \| O \| P \| Q \| R \| S \| T \| U \| V \| W \| X \| Y \| Z \| É |